# Hồng Hy Quan
Hồng Hy Quan (chữ Hán: 洪熙官, phiên âm: Hung Hei-Gun, sinh 1745- mất 1825; sinh tại Hoa Đô, Quảng Đông, Trung Quốc) là một cao thủ võ thuật xuất thân từ nam Thiếu Lâm dưới thời nhà Thanh. Ông người đã sáng lập ra môn tuyệt kỹ võ thuật Hồng Gia quyền.

## Tiểu sử
Hồng Hy Quan xuất thân từ một gia đình buôn trà. Sau khi người Mãn Châu chiếm được Trung nguyên, ông đi tu và là một đệ tử tục gia của Chí Thiện thiền sư (至善 - Jee Sin) trụ trì tại chùa Nam Thiếu Lâm ở tỉnh Phúc Kiến vào đầu thời kỳ vua Càn Long nhà Thanh. Tại đây ông có dịp trao đổi, trau dồi thêm võ nghệ với Phương Thế Ngọc để hoàn thiện các kỹ năng của mình. Sau khi chùa Thiếu Lâm Nam Phái Phúc Kiến bị quân nhà Thanh đốt phá, Hồng Hy Quan đã rời chùa Nam Thiếu Lâm trở về thành phố Phật Sơn quê ông thuộc tỉnh Quảng Đông và mở võ quán truyền bá Thiếu Lâm quyền. Nhưng để giấu tung tích ông đã gọi môn võ này là Hồng Quyền (Hung Kuen) hay Hồng Gia Quyền (Hung Gar Kuen). Ông cũng là một lãnh tụ của Thiên Địa hội tức Hồng Hoa hội.

## Hồng Gia Quyền
Ông đã sáng tạo ra môn võ Hồng Gia quyền trên căn bản của võ học Thiếu Lâm công với những điều ông ngộ ra được từ thiên nhiên như bài hổ hình quyền sau khi quan sát con hổ đánh nhau, bắt mồi. Sau đó võ công này được truyền bá đặc biệt là nhờ công lao của Hoàng Phi Hồng và Lâm Thế Vinh sau này.

## Trong văn hóa
Hình ảnh của ông được tái hiện trong bộ phim truyền hình của ATV Hồng Kông mang tên: Hồng Hy Quan do diễn viên Chân Tử Đan thủ vai. Trong lĩnh vực điện ảnh, Lý Liên Kiệt cũng từng vào vai Hồng Hy Quan cùng với Tạ Miêu.